# ایران؛ افسانه و واقعیت
ایران؛ افسانه و واقعیت (به انگلیسی: Persia: Romance and reality) خاطرات مریت هاکس از سفر به ایران است.

## دربارهٔ نویسنده
مریت هاکس متولد ۱۸۸۷ در شهر نیویورک است. وی از دانشگاه لندن لیسانس علوم و از دانشگاه بیرمنگام فوق‌لیسانس علوم گرفت. از سال ۱۹۳۰ به روزنامه‌نگاری روی آورد و به تمام اروپا، شوروی، ایران و آمریکا سفر کرد و خاطرات خود را انتشار داد.
هاکس در اواخر زمستان سال ۱۹۳۳ میلادی (۱۳۱۱ ه. ش) از شهر منچستر با کشتی باری که او تنها مسافر زن آن بود، به طرف ایران حرکت می‌کند و در ایران از شهرهای بوشهر، شیراز، اصفهان، یزد، کرمان، قم، تهران و شمال ایران بازدید می‌کند.

## موضوع
در این کتاب به موضوعاتی از قبیل جامعه ایرانی در زمان رضاشاه و سیاست‌های رضاخانی اشاره شده‌است.

## دیدگاه‌ها
- وی معتقد است که گذاشتن کلاه‌پهلوی را برای کاستن از اهمیت مذهب اجباری کردند.[۷][۸]
- نویسنده معتقد است نخستین مرکز درمانی ایران را در شهر قم عبدالکریم حائری تأسیس کرده‌است.[۹]
- وی می‌نویسد: در ایران پدیده عجیب اسلامی دولتی دیده می‌شود به طوری که دولت به ظاهر در فکر تعدیل و شاید اصلاح دین و در واقع در فکر تباه ساختن دین از درون است. شماری از تحصیل کرده‌ها معتقدند که باید دین را دولتی کرد، هر چند مورد قبول اندکی از مردم باشد.[۱۰][۱۱]

## ترجمه کتاب
این کتاب توسط محمدحسین نظری نژاد و محمدتقی اکبری به زبان فارسی در سال ۱۳۶۸ ترجمه شده‌است. این کتاب در سال ۱۳۷۱ تجدید چاپ شده‌است.